# Discografia dei Den Svenska Björnstammen
Questa pagina contiene l'intera discografia dei Den Svenska Björnstammen dagli esordi sino ad ora.

## Album in studio
| Anno | Album                | Classifica | Certificazione | Vendite |
| ---- | -------------------- | ---------- | -------------- | ------- |
| 2010 | Classics             | –          | –              | –       |
| 2012 | Ett fel närmare rätt | –          | –              | –       |
| 2014 | Hatar allt           | –          | –              | –       |

## EP
| Anno | Album        | Classifica | Certificazione | Vendite |
| ---- | ------------ | ---------- | -------------- | ------- |
| 2010 | Dansmusik EP | –          | –              | –       |

## Singoli
| Anno | Singolo                       | Classifica | Certificazione       | Vendite | Album                |
| ---- | ----------------------------- | ---------- | -------------------- | ------- | -------------------- |
| 2011 | Vart jag mig i världen vänder | 1          | Disco di platino (4) | –       | Ett fel närmare rätt |
| 2011 | Svalkar vinden                | 15         | –                    | –       | Ett fel närmare rätt |
| 2012 | Trumma trumma                 | 58         | –                    | –       | Ett fel närmare rätt |
| 2014 | Hatar allt                    | –          | –                    | –       | Hatar allt           |
| 2014 | Långsamt                      | –          | –                    | –       | Hatar allt           |